# ویمبلینگتون
ویمبلینگتون (به انگلیسی: Wimblington) یک روستا و محله مدنی در بریتانیا است که در فنلند، کمبریج‌شر واقع شده‌است. ویمبلینگتون ۲٬۲۱۱ نفر جمعیت دارد.

## خواهرخوانده
شهر موراتزونه خواهرخواندهٔ ویمبلینگتون هست.